# Гредіштя (Бреїла)
Гредіштя (рум. Grădiștea) — село у повіті Бреїла в Румунії. Входить до складу комуни Гредіштя.
Село розташоване на відстані 137 км на північний схід від Бухареста, 44 км на захід від Бреїли, 52 км на захід від Галаца, 145 км на схід від Брашова.

## Населення
За даними перепису населення 2002 року у селі проживали 1467 осіб.
Національний склад населення села:
| Національність | Кількість осіб | Відсоток |
| -------------- | -------------- | -------- |
| румуни         | 1317           | 89,8%    |
| цигани         | 149            | 10,2%    |

Рідною мовою назвали:
| Мова      | Кількість осіб | Відсоток |
| --------- | -------------- | -------- |
| румунська | 1324           | 90,3%    |
| циганська | 143            | 9,7%     |